# Dregătorie
Dregătoriile erau departamente medievale publice sau de curte domnească în statele românești din evul mediu, înființate treptat, odată cu organizarea Țării Românești și Moldovei, ca state nou formate. Chiar dacă izvoarele atestă aceste dregătorii treptat și târziu, cele mai multe dintre ele datează din perioada de început a statului. Dregătorii (în sens modern, Înalți funcționari) puteau îndeplini sarcini din porunca domnească indiferent de atribuțiile principale ale funcției lor. În general pot fi deosebite două tipuri de dregătorii: dregătorii publice, în care posesorul avea atribuții  publice (administrative și judecătorești) și dregătorii de curte, în care posesorii prestau în primul rând activități administrative și de protocol la curtea domnească.

## Dregătorii publice
Ban - principalul dregător în Țara Românească, conducea administrația din Oltenia, judecător cu dreptul de a pronunța sentința capitală în acest teritoriu supus jurisdicției sale.
Vornic - inițial a fost conducătorul curții domnești; treptat a cumulat cele mai importante atribuții judecătorești în Țara Românească și Moldova. În Moldova au existat doi vornici, în perioada împărțirii țării între urmașii lui Alexandru cel Bun și permanent din secolul al XVI-lea.
Logofăt - era conducătorul cancelariei domnești; supraveghea redactarea actelor domnești, punea sigiliul domnesc pe aceste acte. Treptat a devenit primul dregător în sfatul domnesc.
Vistier - se ocupa de administrația fiscală a țării, de evidența veniturilor și cheltuielilor, a contribuabililor și a scutiților.
Spătarul - avea un rol mai important în Țara Românească în domeniul militar; conducea corpul de oaste călare, purta spada domnului la ceremonii.
Pârcălab - avea atribuții administrative și judecătorești în teritoriul circumscris jurisdicției lor, adică a ținutului din jurul cetăților.
Armaș - apare în documente în timpul lui Ștefan cel Mare și al lui Vlad Țepeș; avea sarcina îndeplinirii pedepselor decise de domn și de sfat.
Portar - în Țara Românească se ocupa de hotărnicirea moșiilor, de primirea soliilor la curte. În Moldova soliile erau primite de ușar. Portarul de Suceava, care avea și atribuții militare, a fost chiar membru al Sfatului domnesc o perioadă în timpul lui Ștefan cel Mare.
Hatman - apare în secolul al XVI-lea, ca substitut al portarului în Moldova. Principala atribuție era cea militară, pe care a preluat-o de la portari și pârcălabi. În a doua jumătate a secolului al XVI-lea, hatmanul a ocupat locul al patrulea în sfatul domnesc. Treptat a cumulat și atribuții fiscale.

## Dregătorii de curte
Postelnic - era dregătorul cel mai apropriat de persoana voievodului, putând intra în iatacul domnului chiar și nechemat. Treptat a dobândit sarcina de a introduce la domnitor soliile și pe cei veniți în audiență. Era ultimul membru al sfatului domnesc. Numărul postelnicilor a crescut în secolul al XVI-lea.
Medelnicer - îi turna apă domnului pentru a-și spăla mâinile. În secolul al XVI-lea marele medelnicer era membru al Sfatului domnesc.
Pivnicer - avea în grijă viile și pivnițele domnești.
Paharnic - se ocupa de aprovizionare și de ospețele domnești, în special cu vin. Gusta vinul înainte de a fi servit de domn, pentru a verifica dacă nu era otrăvit. Apare târziu în Sfatul domnesc.
În Moldova se mai numea ceașnic sau cupar.
Stolnic răspundea de masa voievodului și de servirea acestuia la ospețe, de aprovizionarea cu alimente.
Clucer - răspundea de magaziile și depozitele domnești. În Moldova exista și jitnicerul, care se ocupa de depozitele de grâne.
Pitar - pregătea pâinea pentru domn și pentru slujitorii sau ostașii cu rație zilnică de pâine. În secolul al XVII-lea a devenit membru al sfatului.
Sluger - se ocupa cu aprovizionarea și distribuirea rațiilor de carne.
Comis - avea grija grajdurilor și a cailor domnești.
Șetrar - a apărut în secolul al XVI-lea și se ocupa de corturile armatei în timp de război; rolul său sporește în a doua jumătate a secolului al XVI-lea, când apare în sfat.
Agă - a apărut în a doua jumătate a secolului al XVI-lea - era comandantul pedestrașilor, fiind subordonat spătarului în Țara Românească și hatmanului în Moldova.
La mijlocul secolului al XV-lea dregătorii au început să ocupe un rol mai important în Sfatul domnesc. La finele aceluiași secol Sfatul domnesc a ajuns să fie format numai din dregători și foști dregători. Dregătorii nu aveau leafă, fiind răsplătiți cu danii și scutiri de către domn, cu plata serviciilor prestate locuitorilor (judecăți, hotărnicii, strângerea dărilor), cu daruri.